# Люк Ньютон
Люк Пол Ентоні Ньютон уроджений Аткінсон (англ. Luke Newton; 5 лютого 1993, Шорхем-бай-Сі, Західний Сассекс, Англія, Велика Британія) — англійський актор. Він відомий своєю роллю Коліна, третьої дитини Бріджертона, у серіалі Netflix «Бріджертони» (2020–…). Він також зіграв ролі в драмі BBC Two «Шанс» (2009) і серіалі Disney Channel «Полярна зірка» (2016—2017).

## Біографія
Ньютон виріс у Шорхемі-бай-Сі, що в Західному Сассексі. У нього є молодша сестра Лорен. Їхні батьки розлучилися, а мати Мішель вийшла заміж вдруге в 2006 році. Батько Ньютона був співаком на шоу «Stars in Their Eyes», а дві його тітки по материнській лінії — в лондонському «Вест-Енді».
Ньютон навчався в початковій школі Святого Миколая і Святої Марії, а потім в коледжі Нортбрук Сассекс (тепер частина Великого Брайтонського столичного коледжу). Він створив бойз-бенд «South» 4 разом з Олі Рейнольдсом (тоді Евансом), Джоелем Бейлісом і Генрі Тредінніком. Ньютон був виявлений агентом у Брайтоні, коли він брав участь у місцевій постановці Біллі Елліота. Він продовжив навчання в Лондонській школі музичного театру.

## Кар'єра
У 2010 році Ньютон дебютував на телебаченні в підлітковому серіалі BBC Two «Шанс» у ролі Люка Еттвуда, з'явившись в 11 епізодах. У 2013 році Ньютон дебютував на професійній сцені як дублер Елдера Прайса в «Книзі Мормона» у «Вест-Енді». Наступного року він з'явився в двох епізодах мильної опери BBC «Лікарі» в ролі Сема Герна.
З 2016 по 2017 рік Ньютон знімався в серіалі Disney Channel «Полярна зірка» в ролі Бена Еванса. З'являючись у серіалі, він також був представлений у двох супровідних альбомах саундтреків. У 2018 році він знявся в телевізійному фільмі Syfy «Лейк Плесід: Спадщина» у ролі Біллі.
У 2020 році Ньютон почав грати Коліна, третього старшого сина Бріджертон, у спродюсованій Shondaland історичній драмі Netflix «Бріджертони». Допоміжний персонаж у перших двох сезонах, у травні 2022 року було оголошено, що він і його колега Нікола Кохлан вийдуть на головний план у третьому сезоні, на відміну від серії регентських романів Джулії Квінн, в якій їхні герої виходять на головний план четвертого роману «Роман з містером Бріджертоном». Третій сезон «Бріджертонів» вийде на Netflix у двох частинах у 2024 році.
Ньютон повернувся на театральну сцену разом з Ембер Андерсон у переосмисленні «Форми речей» у Парковому театрі у 2023 році.
Влітку 2023 року Ньютон озвучував португальський анімаційний фільм «Віана: Легенда про золоті серця» в ролі Томаса, португальського майстра гри на гітарі, який закохується в принцесу Ану.

## Фільмографія

### Кіно
| Рік  | Назва                                        | Роль  | Примітки         |
| ---- | -------------------------------------------- | ----- | ---------------- |
| 2014 | англ. Twist and Pulse's Halloween Thriller   | Майкл | короткометражний |
| 2018 | Лейк Плесід: Спадщина                        | Біллі | телефільм        |
| 2019 | англ. Youth in Bed                           | Ітан  | короткометражний |
| TBA  | англ. Viana: The Legend of the Golden Hearts | Томас | виробництво      |

### Телебачення
| Рік       | Назва           | Роль              | Примітки               |
| --------- | --------------- | ----------------- | ---------------------- |
| 2010      | «Шанс»          | Люк Аттвуд        | головна роль; 11 серій |
| 2011      | Седі Джей       | Бред              | 1 серія                |
| 2013      | Містер Селфрідж | Річард Брекенбері | 1 серія                |
| 2014      | «Лікарі»        | Сем Герн          | 2 серії                |
| 2016–2017 | «Полярна зірка» | Ben Evans         | Main role              |
| 2020–…    | Бріджертони     | Колін Бріджертон  | головна роль           |

### Театр
| Рік  | Назва           | Роль  | Режисер                     | Заклад                          | Примітки             |        |
| ---- | --------------- | ----- | --------------------------- | ------------------------------- | -------------------- | ------ |
| 2013 | «Книга Мормона» | Свінг | Кейсі Ніколав і Трей Паркер | Театр Принца Уельського, Лондон | Дублер Елдера Прайса | [ 26 ] |
| 2023 | Форма речей     | Адам  | Нікі Оллпрес                | Парковий театр, Лондон          |                      | [ 7 ]  |

## Нагороди і номінації
| Рік  | Нагорода                       | Категорія                                   | Номінована робота | Результат | Прим.  |
| ---- | ------------------------------ | ------------------------------------------- | ----------------- | --------- | ------ |
| 2021 | Премія Гільдії кіноакторів США | Видатна гра ансамблю в драматичному серіалі | Бріджертони       | Номінація | [ 27 ] |
| 2024 | National Television Awards     | Returning Drama                             | Бріджертони       | Перемога  | [ 28 ] |

## Особисте життя
У Ньютона дислексія та РДУГ.
Повідомляється, що Люк Ньютон зустрічався з актрисою Софі Сімнетт з 2016 по 2018 рік. Вони були головними зірками в серіалі Disney Channel «Полярна зірка». Пізніше він зустрічався з Джейд Девіс з 2019 по 2023 рік.
Дідусь Ньютона Кен помер під час пандемії COVID-19; сім'я зібрала понад 3000 фунтів стерлінгів для благодійної організації «Love Your Hospital» від його імені.